# Prickig korv

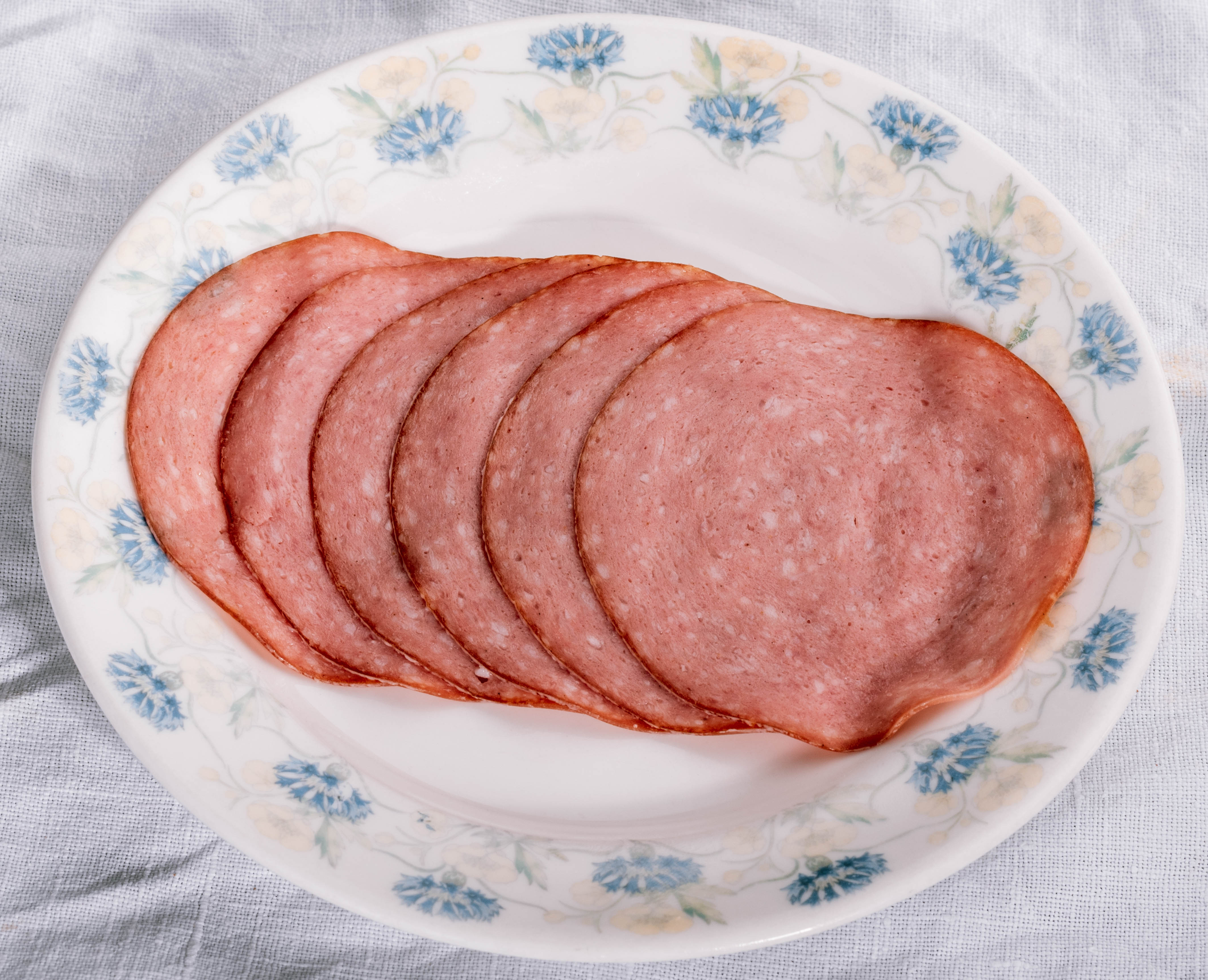
Flera skivor prickig korv upplagda på ett tefat.

Prickig korv, även prickekorv, är en populärbenämning på ett prickigt korvpålägg. Det finns flera prickiga korvar som salami, men vanligtvis syftar prickig korv på en svensk kallrökt medvurst som även kallas hushållsmedvurst (i marknadsföring ofta stavat hushållsmedwurst). Den brukar säljas färdigskivad och användas som smörgåspålägg.
Svensk prickig korv är baserad på en blandning av gris- och nötkött. Prickarna som givit korven dess namn är späck. I jämförelse är svensk prickig korv inte lika fast, torr och smakrik som salami från andra länder.